# Karlín
Karlín (německy Karolinenthal) je městská čtvrť a katastrální území v městské části Praha 8 hlavního města Prahy. Leží v údolní nivě Vltavy mezi Libní a Novým Městem. Je vymezena oblastmi Vltava – Těšnov – úpatí vrchu Vítkov (železniční trať již Karlínu nepatří) – Švábky – Libeňský most. Obec Karlín byla založena roku 1817 na někdejším Špitálském poli – Špitálsku jako oficiální pražské předměstí, v letech 1903–1921 byl Karlín městem a k 1. lednu 1922 se stal součástí Velké Prahy.

## Historie čtvrti

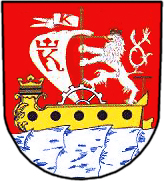
Historický znak Karlína

### Špitálsko
Nivní oblast dnešního Karlína nebyla po dlouhá staletí prvního tisíciletí trvale obývána kvůli pravidelným záplavám, které oblast předurčily pro hospodářskou činnost.
První zlom přišel ve 12. století se stavbou kostela sv. Petra na Poříčí a přilehlého špitálu, ze kterého pramení název Špitálská pole. Následně však, v roce 1348, byly Špitálská pole a kostel sv. Petra odříznuty hradbami Nového města a zmínky o samostatném osídlení za hradbami se objevují až v roce 1437 v podobě záznamů o osadě Těšnov (později nazvána Zábransko pro svou polohu), ve které je zbudován kostelík Obrácení sv. Pavla v roce 1504. V průběhu 16. století se objevují záznamy o měšťanských polích a zahradách více než padesáti měšťanů na Špitálsku.
Zásadní rána pro rozvoj oblasti přišla se švédským vojskem pod vedením generála Bannera v roce 1639, kvůli které byly zbořeny veškeré stavební objekty do vzdálenosti 300 sáhů (asi 530 metrů) od městských hradeb v rámci „demoličního reverzu“ (Demolierungsrevers) – to zahrnovalo celou oblast Špitálska včetně kostelíka Obrácení sv. Pavla. Ironií osudu však obléhání neproběhlo a vojsko odtáhlo po několika dnech.
Klíčovou stavbou pro charakter Karlína je Invalidovna (postavena mezi lety 1731 až 1737), která měla dle původních plánů ubytovat přes 4 000 starých a invalidních vojenských vysloužilců a jejich rodiny. Dokončena však bylo pouze devítina původního plánu, jelikož mecenáši projektu, florentskému hraběti Petru Strozzimu ze Schrattenthalu, došly finance. Přesto vybudovaná část dala vzniknout svébytnému správnímu celku, který kvůli vzdálenosti od města (téměř dva kilometry od hradeb) zahrnoval například dvoutřídní školu, nemocnici, vězení, pivovar, prádelnu, pekárnu či hasičský sbor. V jejím okolí se pak během 18. a začátku 19. století začaly objevovat hospodářské usedlosti (například Palmovka či Putovka) a papírny. Prominentní postavou tohoto období v Karlíně byl Jan Ferdinand ze
Schönfeldu, knihtiskař a dvorní dodavatel na císařský dvůr ve Vídni, který stál za zrodem Schönfeldských cís. král. pražských novin vedených svého času Václavem Matějem Kramériem.

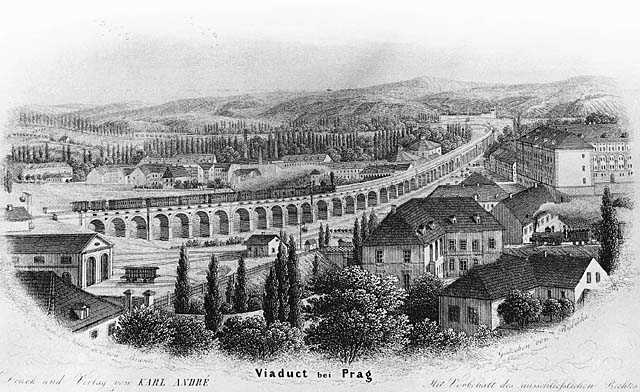
Karlínský viadukt v 19. století

### Pražské předměstí

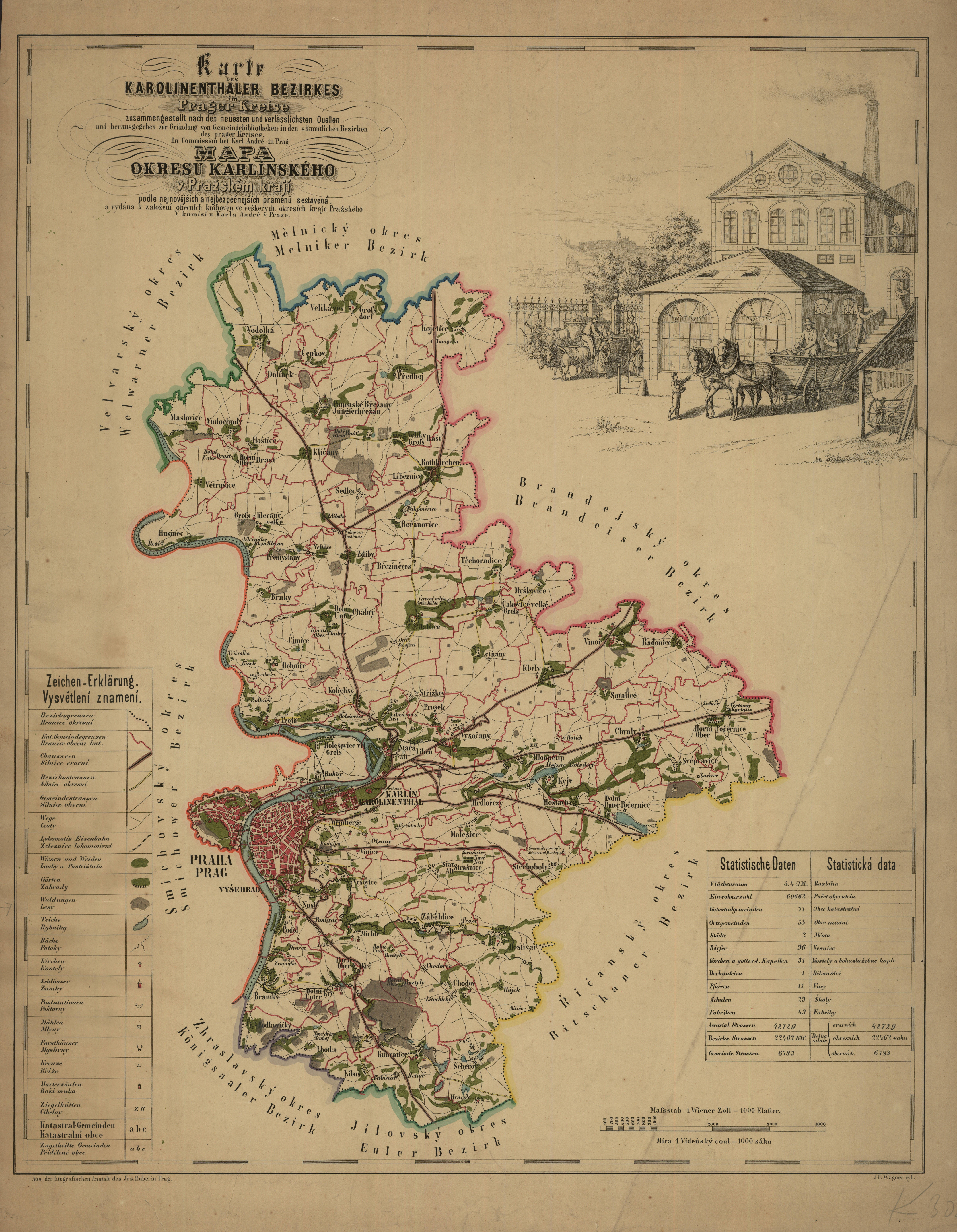
Mapa okresu karlínského v Pražském kraji podle nejnovějších a nejbezpečnějších pramenů sestavená. Nejspíše z roku 1850.

Rozrůstající se zástavba na území Špitálska vedla radu města v roce 1816 k ustanovení urbanistického plánu, který vymezil prostory pro zástavbu a přiřkl oblasti statut příměstí. Kolokviální Špitálsko bylo přejmenováno na počest manželky císaře Františka I. Karolíny Augusty na Karolinenthal, vedle německého názvu se brzy vžilo české označení Karlín.
Další stavební rozvoj probíhal pomalu, zvláště kvůli nadále existující možnosti nařízení demoličního reverzu, nicméně, příchod bující industrializace nebylo možné odvrátit. V roce 1822 byl vybudován přístav v rameni Vltavy mezi Karlínskými ostrovy, ve kterém, přestože původně byl určen pouze pro plachetnice, byl spuštěn první český parník Bohemia v roce 1841. Železniční dráha do Drážďan pak vedla ke stavbě Negrelliho viaduktu. Roku 1847 zde byla postavena první pražská plynárna, která zásobovala svítiplynem 200 lamp v centru města. Od konce první poloviny devatenáctého století se Karlín stal sídlem okresu. Mezi lety 1854 a 1863 byl postaven kostel sv. Cyrila a Metoděje podle plánů Vojtěcha Ignáce Ullmanna, na který byla uspořádána sbírka měšťanstva v roce 1850. Paralelně s kostelem byla vystavěna také Karlínská synagoga. V letech 1864-1865 byl podle projektu Petra Lukáše Holečka postaven klášter Kongregace Milosrdných sester sv. Karla Boromejského se školou a kaplí.
Po zbourání městských hradeb v 70. letech 19. století patřily pozemky v dnešním Karlíně k nejlevnějším. Proto zde také rychle vyrostla řada průmyslových závodů a obytných domů, přičemž na někdejším Rohanském ostrově byly vybudovány nové výrobní podniky a blíže k Vítkovu potom obytné domy.
Na popud Františka Křižíka se v roce 1896 plynové lampy nahrazovaly elektrickými a byla založena elektrická tramvajová dráha mezi Karlínem a Libní, kterou však Křižík roku 1907 z provozních důvodů odprodal městu Praze.

### Město Libeň

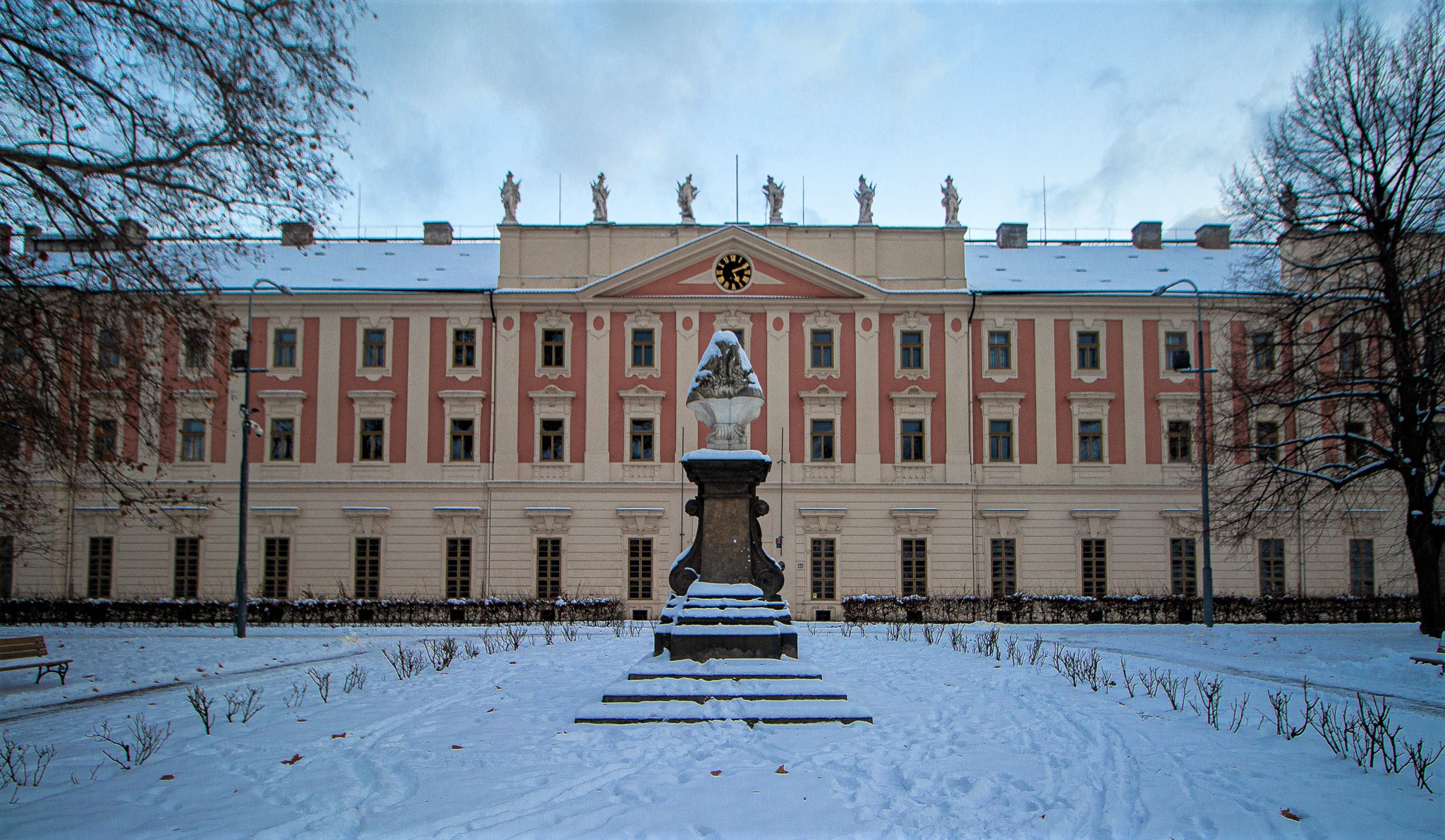
Invalidovna a pomník generála Petra Strozziho (Autor Mořic Černil)

Vrcholem proměn je zisk titulu města v roce 1903. Karlín se však nepřipojuje k Praze, primárně kvůli vyšší činžovní dani. Nastává tak kuriózní situace, kdy Karlín je ze tří stran obklopen pražskými částmi (Holešovicemi, Libní a Novým Městem) a ze čtvrté svahem Vítkova. Napojení Libně se zbytkem Prahy tak oklikou tvořilo mostní provizorium v místě dnešního Libeňského mostu do Holešovic.

### Součást Prahy

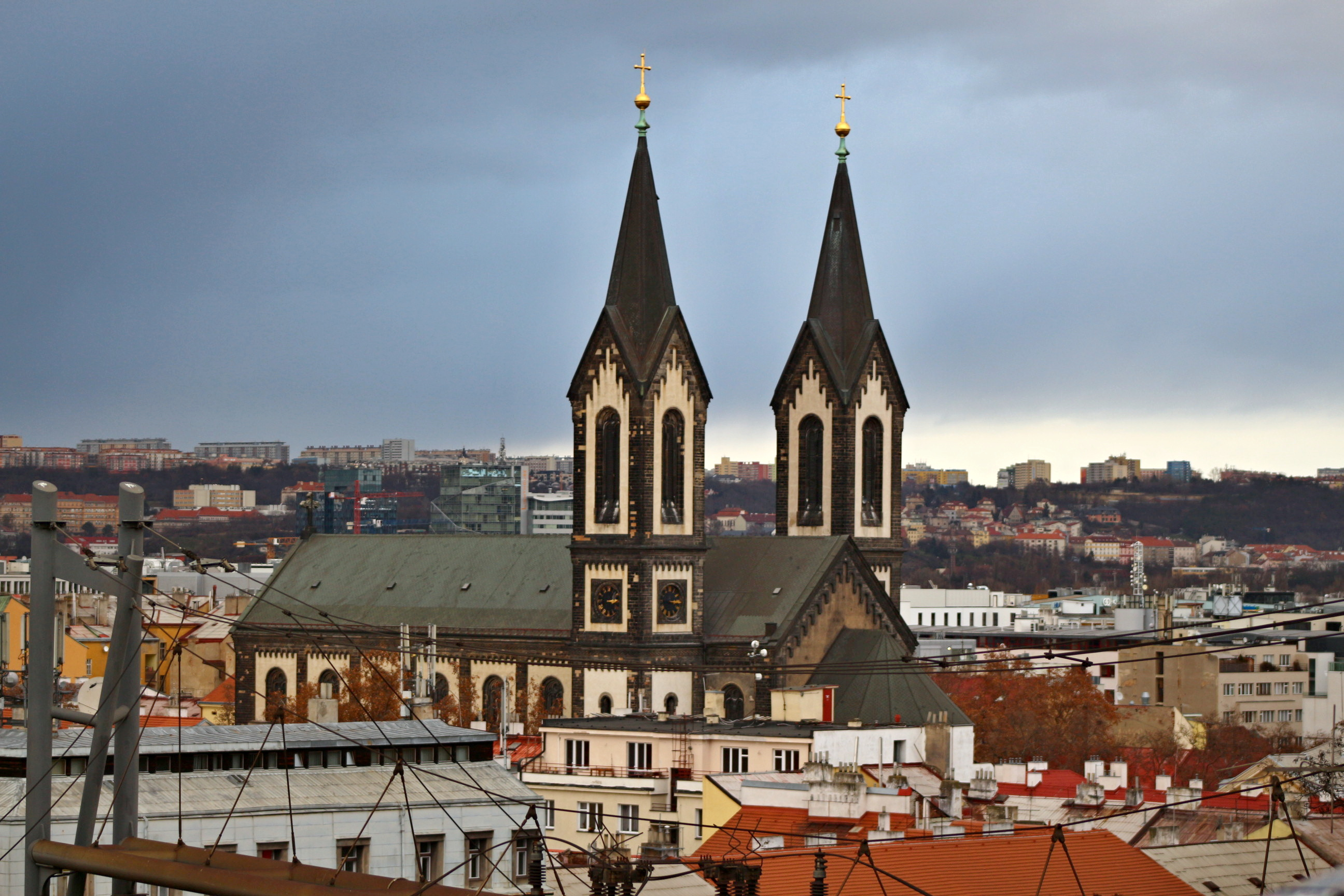
Karlínský kostel svatých Cyrila a Metoděje

Situaci samostatného města ležícího mezi pražskými čtvrtěmi rozřešil zákon z roku 1920, který Karlín začlenil s platností od počátku roku 1922 do Velké Prahy. Stal se její X. městskou čtvrtí.

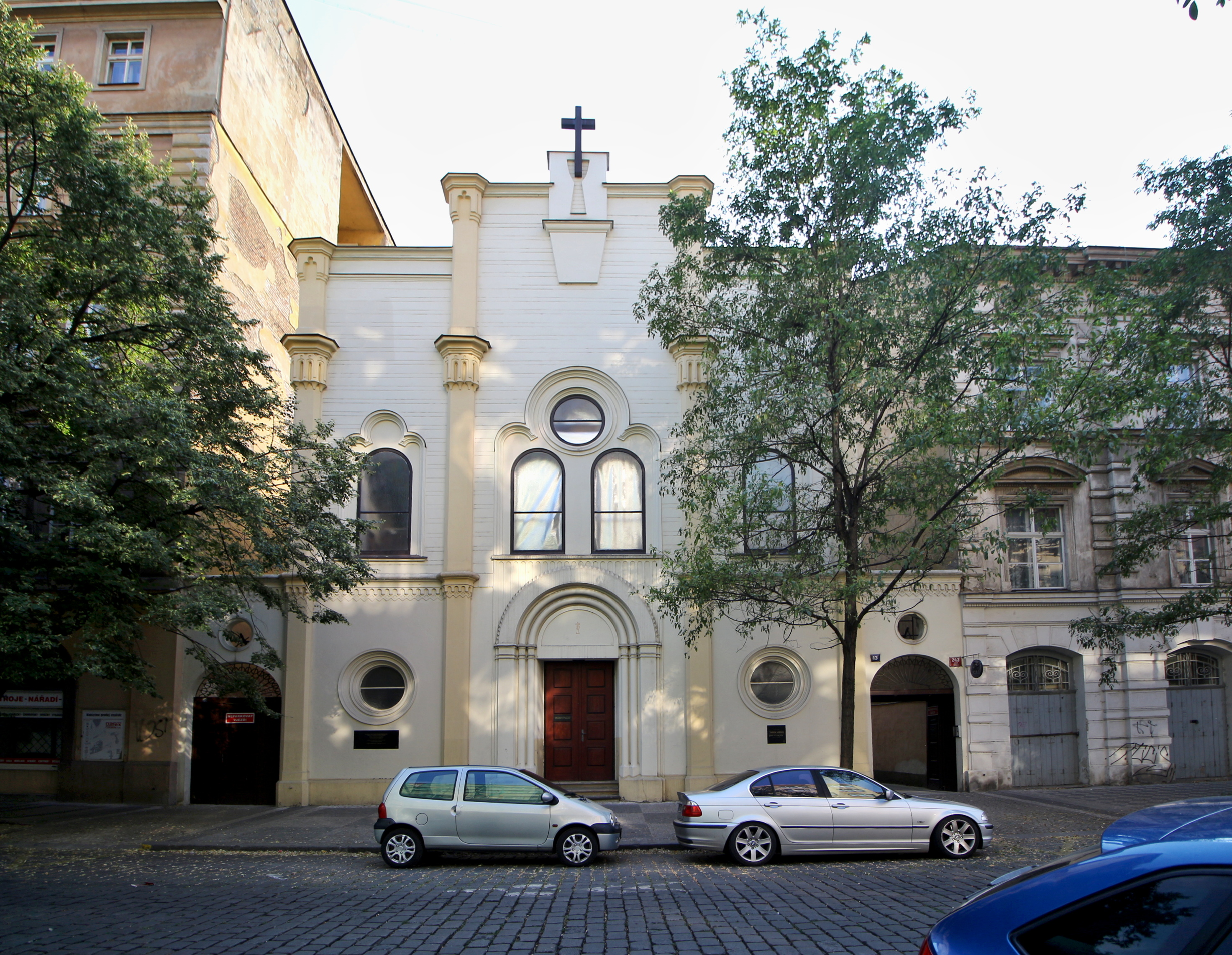
Karlínská synagoga

Mezi světovými válkami se urbanistický vývoj téměř zastavil. Jedinou zásadní změnou bylo zasypání karlínského přístavu a napojení Rohanského ostrova ke Karlínu.
V 60. letech 20. století bylo v sousedství barokní Invalidovny postaveno – jako jedno z prvních – stejnojmenné experimentální panelové sídliště, které se vyznačovalo lepší občanskou vybaveností a vyšším komfortem bydlení. Později zde přibyl hotel Olympik, jako připomínka tehdejších snah o pořádání olympijských her v roce 1980, během nichž měl hostit olympioniky a přilehlé sídliště Invalidovna mělo sloužit jako olympijská vesnička. Ze záměru se upustilo po oznámení kandidatury Moskvy. Již první trasa metra v roce 1974 byla ukončena na území Karlína ve stanici Florenc. V roce 1990 se karlínští dočkali podzemní dráhy do centra Karlína, přilehlé pěší zóny a na sídliště Invalidovna prodloužením trasy metra B o stanice Křižíkova a Invalidovna.
V 90. letech 20. století byla tranzitní silniční doprava přemístěna blíže k Vltavě na nové Rohanské nábřeží, takže byla zklidněna Sokolovská ulice, hlavní karlínská třída. V roce 2002 Karlín zcela zatopila a zdevastovala povodeň, která způsobila pád několika domů, a trvalo rok, než se zde život vrátil k normálu. Na jaře roku 2006 byla dokončena protipovodňová ochrana Karlína a Libně.
Od počátku 21. století probíhá v Karlíně intenzivní výstavba. Nové objekty se budují převážně mezi Rohanským nábřežím a Vltavou. Ve starém Karlíně se většinou jedná o přestavby nebo dostavby starých továrních objektů. V roce 2008 rozhodl pražský magistrát o pronájmu a následném prodeji Rohanského ostrova, kde má[kdy?] vyrůst nové městské centrum. Byl vystaven například projekt moderních budov River City Praha, stojí zde také architektonicky oceňovaná budova Main Point Karlín.
V roce 2005 obyvatelé Karlína uspořádali petici za zřízení samostatné městské části Karlín. Zastupitelstvo hlavního města Prahy, jemuž byla určena, o ní nehlasovalo. V roce 2012 byly v rámci snížení rychlosti ve většině ulicích na 30 km/h v Karlíně plošně zavedeny cykloobousměrky, tedy jednosměrné ulice obousměrné pro cyklisty. Jde o první takovou zónu vzniklou v Česku. Čtvrť je tak označována jako za jednu z nejlepších pro cyklisty v Praze, po zavedení těchto opatření cyklistů výrazně přibylo.
| Rok            | 1869   | 1880   | 1890   | 1900   | 1910   | 1921   | 1930   | 1950   | 1961   | 1970   | 1980   | 1991   | 2001   | 2011   | 2021   |
| -------------- | ------ | ------ | ------ | ------ | ------ | ------ | ------ | ------ | ------ | ------ | ------ | ------ | ------ | ------ | ------ |
| Počet obyvatel | 13 384 | 17 250 | 19 540 | 21 555 | 24 230 | 25 051 | 24 002 | 21 779 | 22 547 | 21 246 | 17 241 | 14 240 | 12 326 | 11 161 | 12 261 |
| Počet domů     | 249    | 302    | 381    | 428    | 541    | 545    | 566    | 680    | 680    | 575    | 519    | 496    | 500    | 499    | 499    |

## Charakter čtvrti
Základní charakter čtvrti je dán plánovaným klasicistním městem na šachovnicovém půdorysu pravoúhlých ulic s velkým centrálním Karlínským náměstím s hlavní dominantou čtvrti, neorománským kostelem sv. Cyrila a Metoděje, a hlavní podélnou osou tvořenou Sokolovskou ulicí. Zástavbu tvoří mimo jiné budovy v klasicistním stylu (např. Karlínská kasárna) a objekty bývalých továren. Tranzitní doprava je svedena do ulice Rohanské nábřeží, která odděluje historickou část města od prostoru bývalého Rohanského ostrova, který je předmětem postupně vznikající zástavby převážně administrativních a obytných budov. Na východní straně Karlína se nachází experimentální sídliště Invalidovna z 60. let 20. století. Na východě pobřežní části Karlína, která patří k nejrozlehlejším nezastavěným oblastem širšího centra Prahy, má v rámci projektu Rohan City vzniknouti přírodní park.

## Samospráva

### Starostové Karlína
1. 1844–1848 František Suchý
2. 1848–1861 Antonín Suchánek
3. 1861–1884 Josef Götzl
4. 1884–1887 Václav Lokay
5. 1888–1899 Jan Topinka
6. 1899–1901 Adolf Lokay
7. 1901 Václav Sviták
8. 1902–1910 Jindřich Ronz
9. 1910–1919 Jaroslav Brabec
10. 1919–1921 Petr Zenkl

## Významné stavby
- Hudební divadlo Karlín
- Karlínská kasárna
- Invalidovna
- Negrelliho viadukt
- Kostel sv. Cyrila a Metoděje
- Karlínská synagoga
- Hotel Olympik

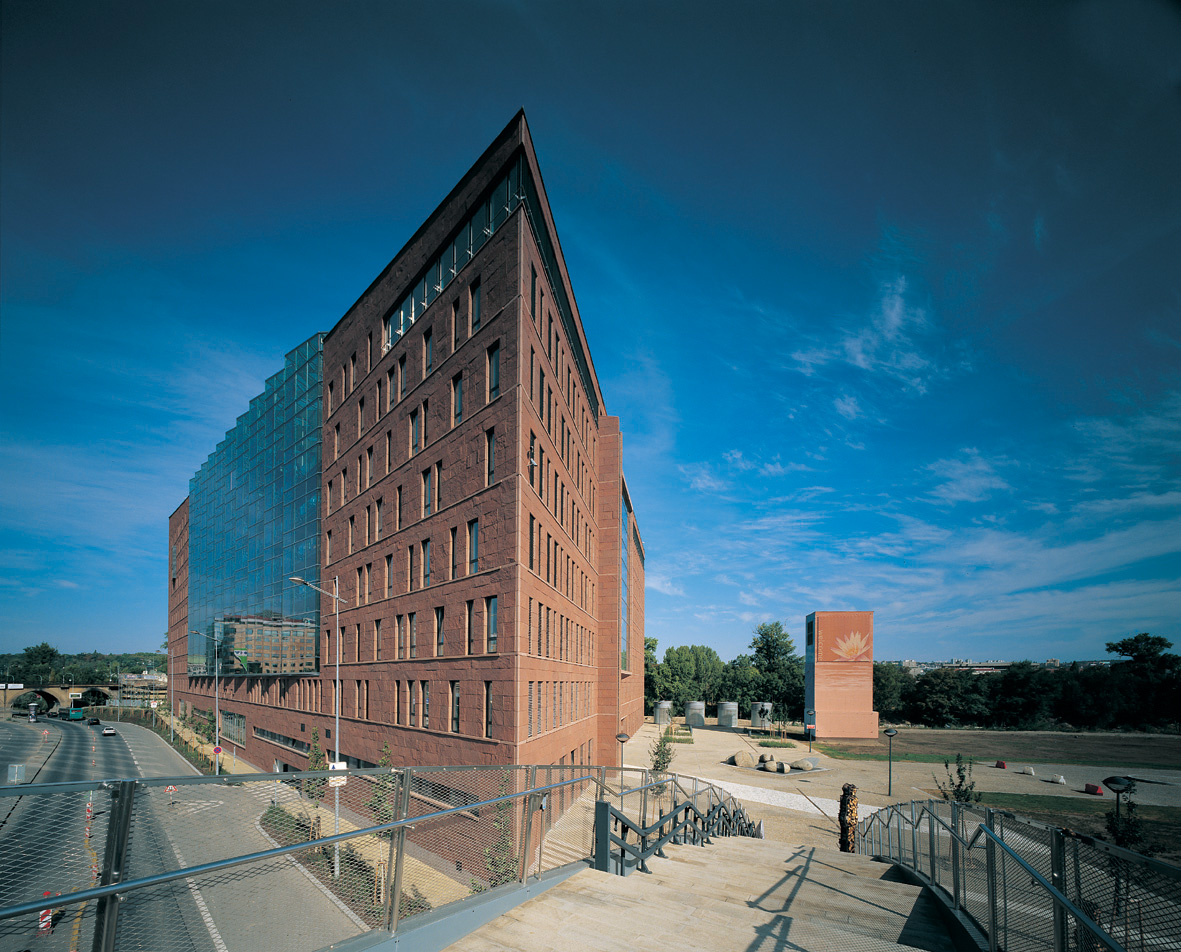
Kancelářská budova Danube House

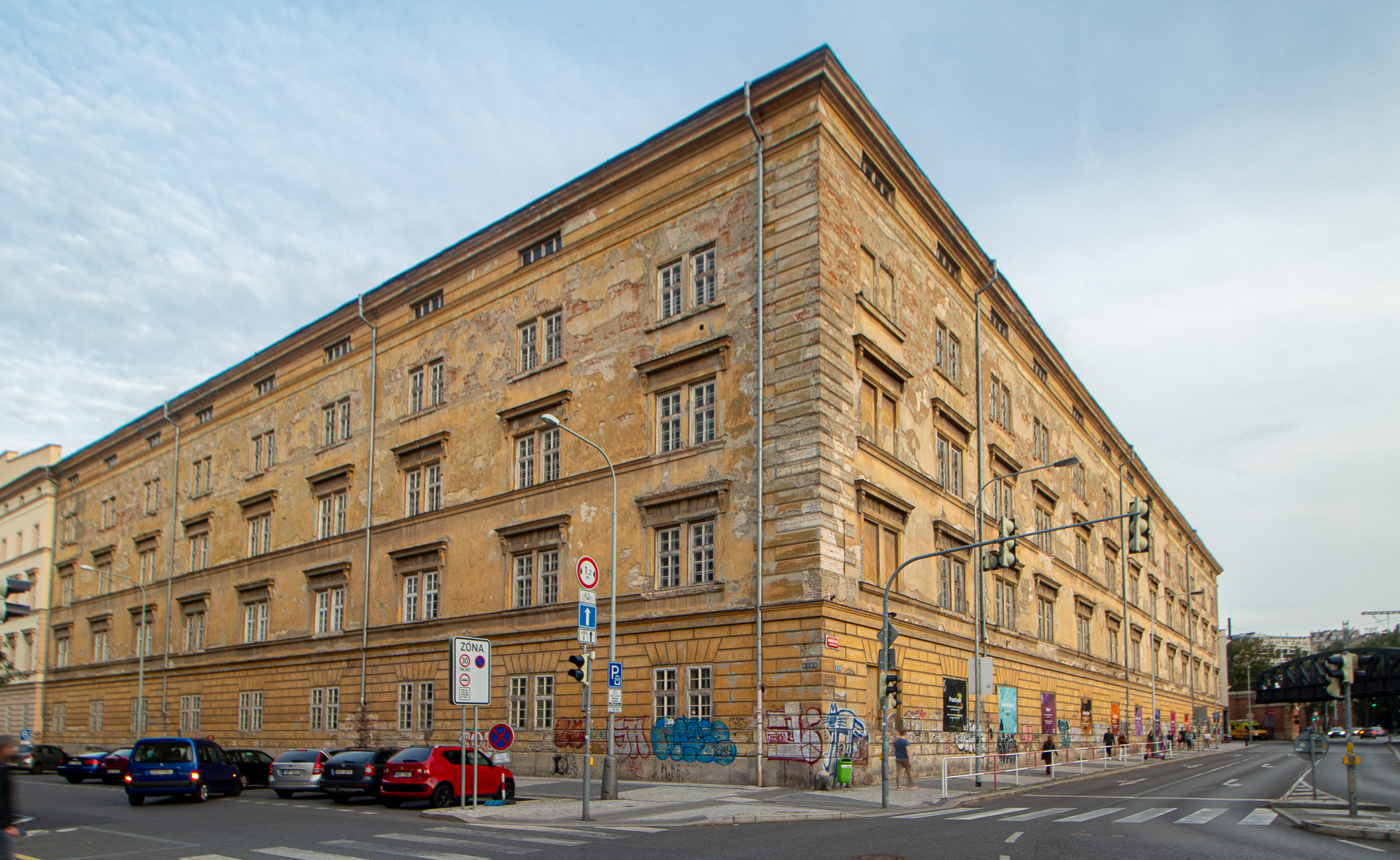
Karlínská kasárna

- Hotel Hilton Praha (největší hotel v Česku)
- River City Praha
  - Danube House
  - Nile House
  - Amazon Court
- Main Point Karlín
- Ústřední autobusové nádraží Florenc (dolní nádraží)
- vstup do pěšího tunelu Karlín–Žižkov
- Palác Karlín

### Zaniklé stavby
- Mlýn Na Kameni

## Sportovní vyžití
Díky urbanistickému vlivu Karlín nesmírně zkrásněl, některá méně udržovaná místa se prosvětlila a otevřela se lidem, avšak také zaniklo mnoho regionálně i celostátně známých sportovních klubů a jednot jako např. Čechie Karlín fotbal, AFK Karlín, jehož pokračovatelem byla Tesla Karlín. Velice známým regionálním klubem byl až do roku 1950 klub SK Úředníci Karlín (jako předseda zde působil karlínský podnikatel a obchodník Fanta, který byl též dlouholetým předsedou Pražské fotbalové župy a dlouholetým asociačním kapitánem fotbalové reprezentace), k jehož odkazu se v dnešní době hlásí jediný existující místní futsalový/fotbalový klub SK Futsal Karlín. Dále mohou obyvatelé využít, bez rozdílu věku, hodiny v Aikidu Karlín, lekcí na golfovém odpališti, přijít si zacvičit do jediné karlínské tělocvičny u Tělocvičné jednoty Sokol - Karlín, zahrát si tenis na tenisových kurtech či se zúčastnit futsalových soubojů v tradiční Karlínské minifutsalové lize.

## Okolní čtvrti
Karlín sousedí s těmito pražskými čtvrtěmi:
- na severovýchodě s Libní
- na jihu s Žižkovem
- na západě s Novým Městem
- na severu přes Vltavu s Holešovicemi

## Veřejná prostranství
- Karlínské náměstí
- Kaizlovy sady

## Fotogalerie

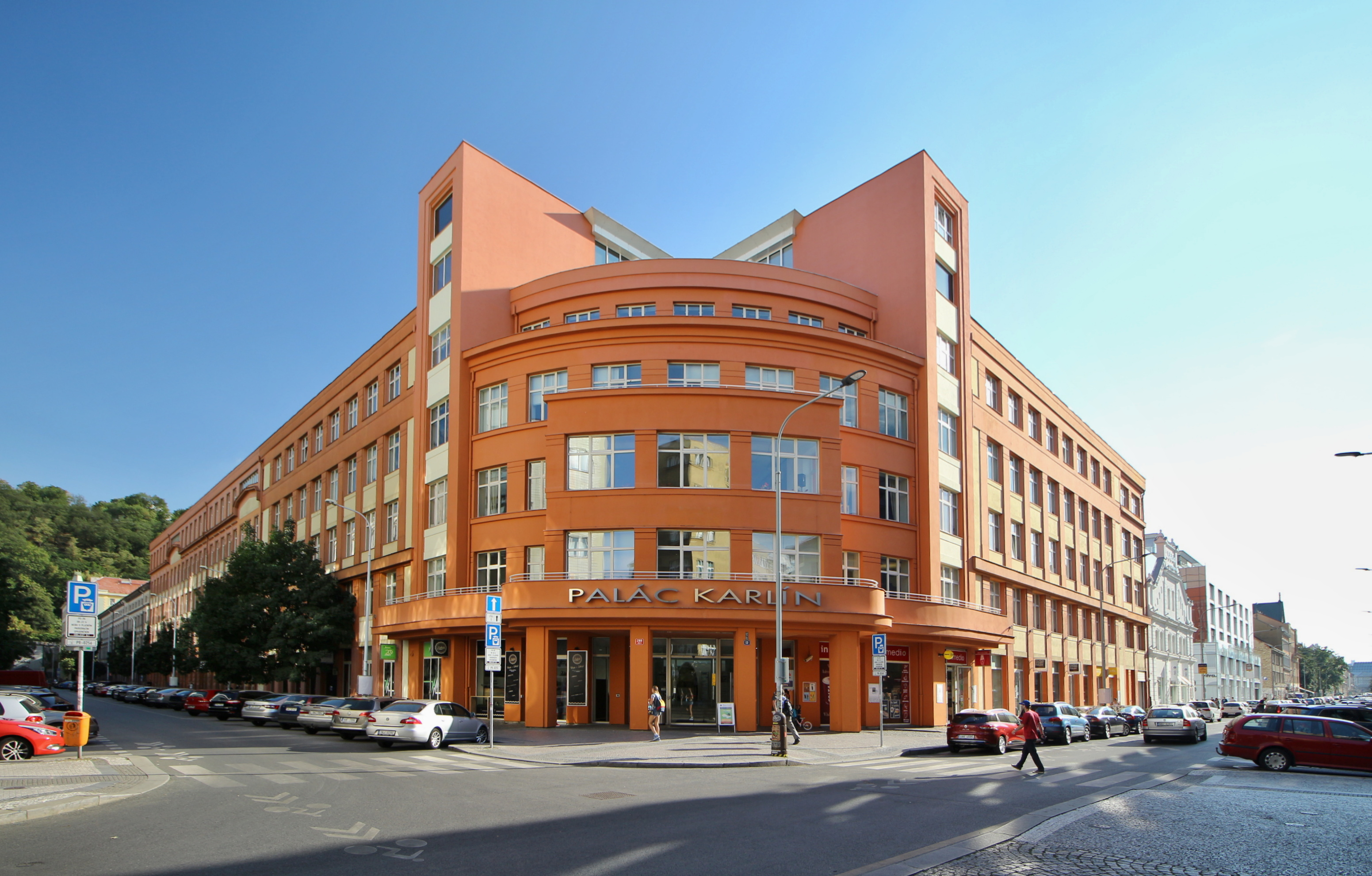
Palác Karlín v Křižíkově ulici
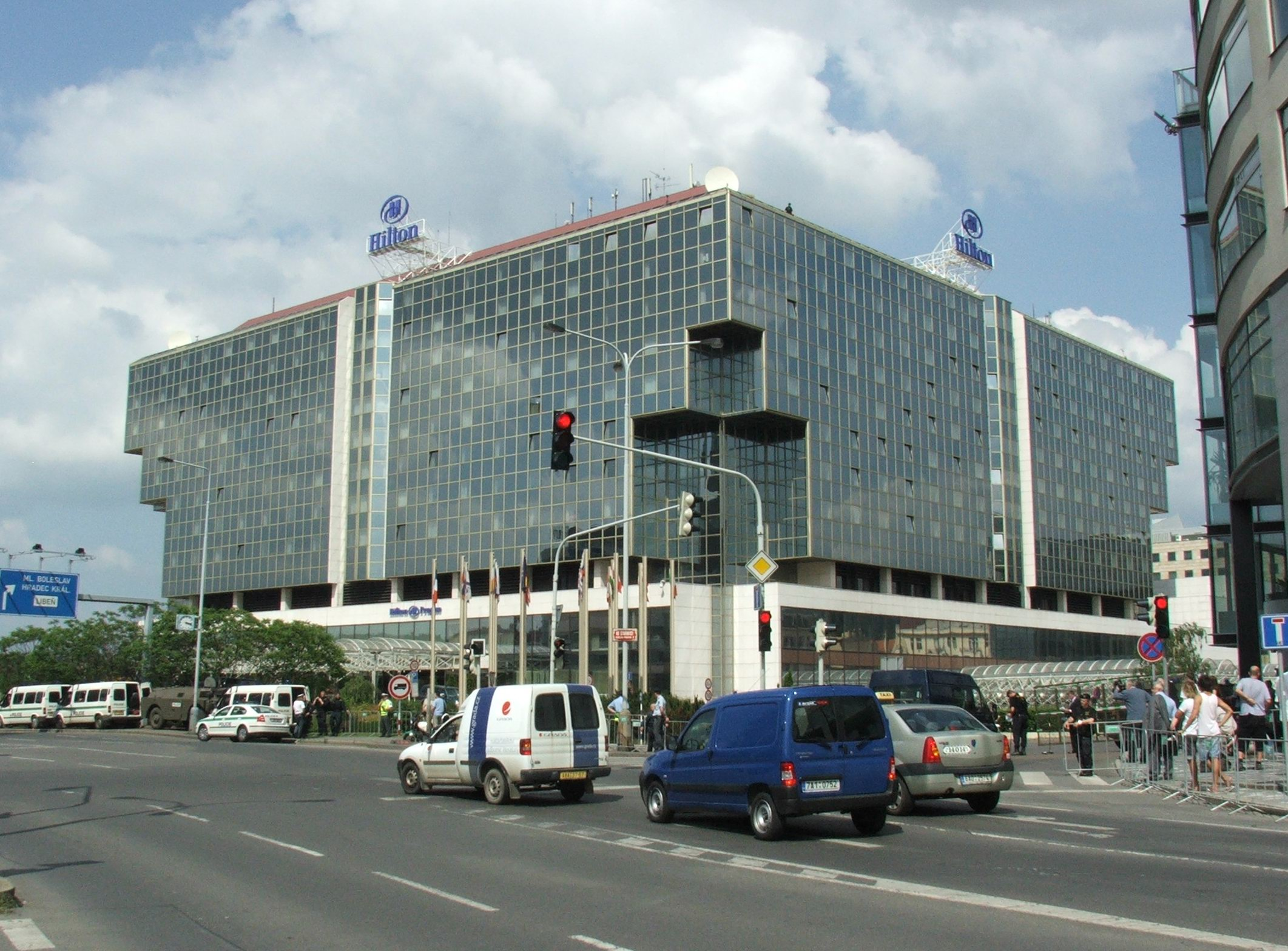
Hotel Hilton (dříve Atrium) poblíž metra Florenc
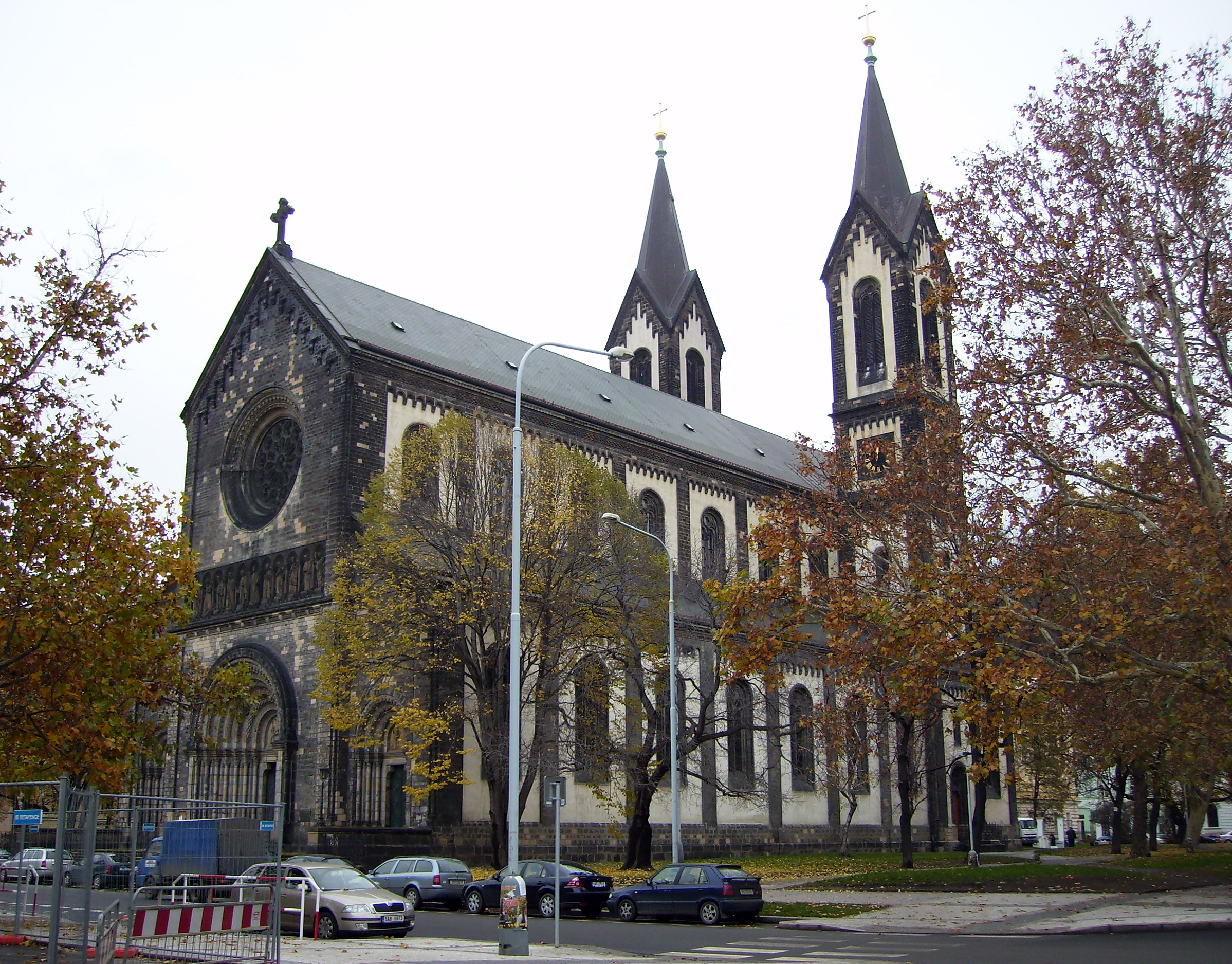
Karlínský kostel
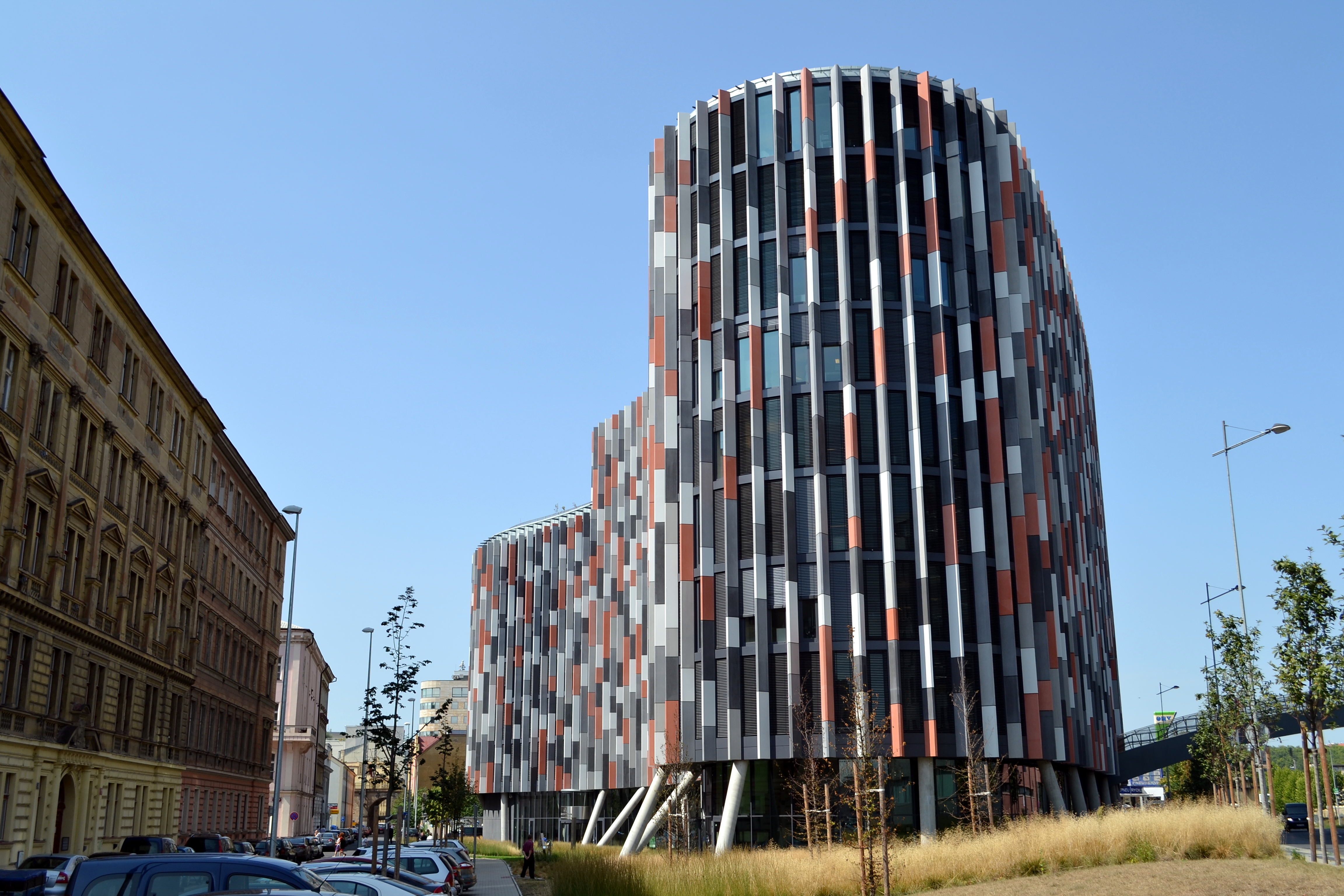
Main Point Karlín, budova, která byla vyhlášena nejlepší kancelářskou budovou na světě